# Angeli del West
(Gentle Jim)
Angeli del West è una serie western creata da Giuliano Longhi (testi) e da Renato Polese (disegni) ed apparsa su Il Giornalino dal 1979 al 1991.
I protagonisti sono l'infallibile pistolero Jim Lester, detto Gentle Jim perché non uccide mai i suoi avversari, Little Joe -"l’uomo più forte del mondo"- (ispirati al duo cinematografico Terence Hill e Bud Spencer) e il pellerossa guercio Sakan-Tewa-Nakem-Pah, ovvero "bisonte che conosce il posto migliore per il pascolo" che si fa chiamare solo "Sergente".I tre si incontrano per caso in un paesino messicano, dove danno una lezione al prepotente signorotto locale, Don Capestrano, e lo consegnano alle autorità americane, ricavandone una buona taglia. I tre decidono allora di costituire un terzetto di cacciatori di taglie, gli Angeli del West.
I tre, nonostante i loro modi scanzonati, hanno un rigoroso codice d'onore: prendono sempre vivi i ricercati a cui danno la caccia e spesso li lasciano liberi o li aiutano a dimostrare la loro innocenza. Inoltre, versano gran parte dei loro guadagni in beneficenza, presso i frati di una missione cattolica. Dediti a girovagare nel paesaggio western sono regolarmente coinvolti in vicende spinose o indotti a dare una mano alle vittime di turno di qualche sopruso. Come negli spaghetti western, il tono è prevalentemente umoristico e non violento, anche quando spunta la tipica scazzottata.